# Сијера Леоне на Светском првенству у атлетици на отвореном 2022.
Сијера Леоне је учествовала  на 18. Светском првенству у атлетици на отвореном 2022. одржаном у Јуџину  од 15. до 25. јула шеснаести пут. Репрезентацију Сијера Леона представљала је 1 атлетичарка  која се такмичила  у трци на 100 метара., 
На овом првенству представница Сијера Леонеа није освојила медаљу, нити је оборила неки рекорд.

## Учесници
Жене:
- Фатмата Аволо — 100 м

## Резултати

### Жене
| Атлетичарка   | Дисциплина | Лични рекорд | Квалификације | Квалификације | Полуфинале            | Полуфинале            | Финале                | Финале  | Детаљи |
| Атлетичарка   | Дисциплина | Лични рекорд | Резултат      | Место         | Резултат              | Место                 | Резултат              | Место   | Детаљи |
| ------------- | ---------- | ------------ | ------------- | ------------- | --------------------- | --------------------- | --------------------- | ------- | ------ |
| Фатмата Аволо | 100 м      | 11,46        | 11,77         | 6. у гр. 2    | Није се квалификовала | Није се квалификовала | Није се квалификовала | 42 / 49 |        |